# Bataille du livre
La bataille du livre, nom choisi en écho à la Bataille du charbon de 1945-1946, fut organisée à plusieurs périodes en Frace par le PCF, en 1939 puis lors de la Guerre froide dans les années 1950, et a consisté à mobiliser une soixantaine d'écrivains pendant quelques années à l'initiative de l'écrivain  Elsa Triolet, compagne de Louis Aragon, qui leur propose d'atteindre les lecteurs en contournant les organismes de diffusion et libraires.
Conçue dès 1947 puis lancée officiellement dès 1949 comme une des « grandes manifestations culturelles » du PCF, la « bataille du livre » vise aussi à préparer la réédition des Œuvres autobiographiques à la gloire de Maurice Thorez et le tome 1 de la grande fresque historique Les Communistes, de Louis Aragon mais permet surtout de donner accès à de nombreux auteurs de la littérature française :  Mérimée, voit ainsi La Jacquerie et Carmen publiés avec une notice de présentation de l'auteur, ainsi que Balzac, Dumas, Flaubert, avec L'éducation sentimentale, Hugo, Maupassant, Eugène Le Roy, Vallès, Zola ou Romain Rolland. La diffusion s'attache également à la littérature étrangère : Dostoïevski, Pouchkine ou Pablo Neruda. 
La première « bataille du livre » menée au printemps 1939 avait permis de « diffuser plusieurs dizaines de milliers d'ouvrages » et l'idée est relancée après la guerre, dans les années d'euphorie qui ont suivi la libération de la France, quand la « Bataille du livre » deviendra « une des manifestations politico-culturelles les plus spectaculaires menées par le PCF pendant la guerre froide », selon l'historienne Marie-Cécile Bouju, professeur à l'Université Paris 8. Le PCF veut alors mobiliser dans cette « Bataille du livre » des intellectuels « ébranlés » par les dérives de cette guerre froide, afin de faire connaitre les « avancées réelles » en URSS, qui vient de faire reculer le nazisme sur le front de l'Est et les auteurs proches de la Résistance.
L'accent mis sur la lecture dans les milieux populaires au cours de cette "bataille" vise à « agir dans l’espace public et sur la vie des militants », en lien avec la presse communiste, forte en 1946 de 168 journaux abonnés à l'Union française de l'information, d'un tirage cumulé de presque 7 millions d’exemplaires, par la promotion d'une « contre société » avec « son vocabulaire, ses pratiques, ses symboles, sa mémoire, et ses livres ».
Les auteurs se sont adressés au public, pour recueillir son sentiment, sans intermédiaire, directement sur les lieux où ils travaillent, voyagent ou font leurs courses, pour leur présenter des romans français parus en 1949, 1950, 1951 ou les années précédentes. Des librairies itinérantes animées par des militants prennent le relais
L'expression de "Bataille du livre" est relancée un quart de siècle plus tard par le PCF pur accompagner un "manifeste pour le livre" de 1975, via deux de ses auteurs, qui réclame des mesures en faveur du livre comme la suppression de la TVA, alors de 7 %.

## Histoire

### Contexte
Le secteur de l'édition en France est revenu en 1950 de l’embellie des années 1944-1947, car sa production baisse entre 10 et 20 % de 1947 à 1950, les maisons d’édition les plus jeunes se révélant financièrement les plus fragiles.
L'ébullition littéraire avait débuté dans la Résistance. Dès le mois de septembre 1941, le PCF avait créé en zone nord, incluant Paris, la collection littéraire « Hier et aujourd’hui », pour publier des textes à destination de toute la population et plus seulement les militants. Au même moment, à l'automne 1941, Jean Bruller (pseudonyme "Vercors") fonde avec d'autres résistants, comme Pierre de Lescure, les Éditions de Minuit, maison d'édition clandestine , pour une littérature au service de la liberté de création, plutôt que d'une idéologie, et y publie clandestinement sa nouvelle Le Silence de la mer le 20 février 1942. Le PCF doit en prendre acte et se rallie la création du Comité national des écrivains, pluraliste et affilié au Front national, dans lequel il se fond, tout en créant en juin 1943, placée sous la responsabilité d'un de ses cadres expérimentés, Louis Aragon, la "Bibliothèque française", maison d’édition du CNE zone sud. Mais cette dernière échoue à concurrencer les Éditions de Minuit, le PCF renonçant finalement à développer un concurrent car ses priorités sont de former ses militants, les milieux intellectuels n'étant plus qu'un axe secondaire.
Les années 1944-1946 sont par la suite très favorables pour les maisons d'édition, sur fond d'euphorie pour la libération de la France, en particulier celles du PCF, qui abandonnent la brochure pour le livre et en publient 90 par an, dont 77 % d'auteurs français, d'un tirage moyen de 15 700 exemplaires. Ce parti, qui comptait 814 000 adhérents en décembre 1946, avec des positions fortes dans la classe ouvrière, était alors relayé par des associations et organisations très nombreuses qui touchaient à de nombreux pans importants de la vie sociale, économique et culturelle des Français.
Dès 1944, les Éditions sociales internationales (ESI) furent transformées par le PCF en une nouvelle maison, les Éditions sociales, dirigées par le kominternien Joseph Ducroux, ex-traducteur pour les ESI avant-guerre, et qui n'entreront en crise que vers 1962 car moins polémiques que les autres. Après la guerre aussi, les éditions « Hier et aujourd’hui » sont confiées à Marcelle Hilsum, tandis que la Bibliothèque française reste dirigée par Louis Aragon. Puis en 1949, ces deux dernières fusionnent pour créer les Éditeurs français réunis, à vocation toujours littéraire, codirigés par Aragon et Raymond Hallery, en première ligne sur le front de la propagande politique malgré l'échec commercial et politique de collections comme « Le pays de Staline » (1949-1951). Entre-temps, les éditions France d'Abord avaient les premières été absorbées en 1947.
Hors du PCF, l'évolution est la même : Hachette, Albin Michel ou Flammarion, forts de plusieurs décennies d’expérience et de leurs importants circuits de distribution, ont été rejoints par de « nouveaux » éditeurs, comme les Presses de la Cité (1944), René Julliard (1946) et Robert Laffont (1948), à la politique commerciale agressive, sur fond de succès de la « presse du cœur » et du roman policier, avec Fleuve noir (1949) et la « Série noire » lancée par Gallimard en 1945. En 1947, les États-Unis lancent avec succès "Sélection", revue sur le modèle du Reader’s digest et sa sélection d’articles ou d’extraits de livres, tandis que le Club français du livre (CFL) est fondé sur ce modèle, offrant des livres reliés à des abonnés, mais n'en comptera 300 000 qu'en 1957.

### Origine
L'idée de lancer une bataille du livre se déroulant successivement dans plusieurs régions de France fut attribuée à l'écrivain Elsa Triolet, compagne de Louis Aragon, figure littéraire du parti communiste, dont il était militant. Elsa Triolet, en 1947 puis en 1948, écrit des articles et prononce des discours sur cette "bataille du livre" dont la presse communiste rend largement compte puis l'anime personnellement, et demande à des écrivains et des militants d'apporter leur contribution à l'organisation ,. Le PCF a par ailleurs appliqué en ce sens une directive du Kominform dans le cadre de « la lutte pour la paix ».
Pour définir la fonction de la « Bataille du livre », Elsa Triolet s’est souvent servie de l'expression « organisation de la compréhension » , empruntée à Vladimir Maïakovski
. Le PCF souhaite alors qu’une littérature militante voie le jour, d’une façon concertée et organisée via aussi ses périodiques, maisons d’édition, chroniqueurs, associations de créateurs, commissions, moyens de diffusion.

### Motivations
Elsa Triolet, prix Goncourt 1944 (décerné en 1945) pour "Le premier accroc coûte deux cents francs", a ensuite vu ses autres livres souffrir d'une relative indifférence. Elle souligne alors le retour en force des écrivains de droite au détriment de ceux de la Résistance, en observant que « les mêmes gens qui, en 1944-1945, trouvaient à un écrivain du talent, voire du génie, ne lui trouvent, en 1948, qu'incapacité et ridicule ». Par ailleurs, au cours de cette période 1947-1948, de nombreux intellectuels proches ou membres du PCF s'inquiétaient « de la mise sous tutelle de l'art ».
Selon l'historien du communisme Marc Lazar, en « soulignant que ses dirigeants, hommes issus de milieux ouvriers, aiment lire », le PCF joue alors son rôle d'une « école pour les exclus de l'école ». 

Mais, subitement, en 1951, « dans un article brutal », François Billoux souligne que la classe ouvrière et son parti doivent assumer un rôle dirigeant dans cette bataille, en estimant que « ses meilleurs participants […] sont les dockers » et qu'il faut vendre des romans mais aussi les œuvres de de Staline et des dirigeants communistes français, qui « font partie du patrimoine de l'humanité ».
François Billoux voit dans « cette bataille du Livre « un creuset où viennent se fondre l'écrivain qui était d'abord un écrivain et celui qui était d'abord un militant. À la sortie, ils tendent tous à devenir des écrivains militants ». Selon lui, elle leur a « appris à entendre les choses qui ne font pas plaisir et, mieux, à en tenir compte et par là même à se corriger. L'esprit collectif a grandi sans supprimer pour autant la responsabilité personnelle de chacun ».

### Lancement

#### La soirée de lancement de 1949
Cette « bataille du livre » est lancée le 17 juin 1949 lors d'une réunion au 33 rue de la Grange-aux-Belles, siège historique de la CGT, célébrée par la presse communiste. Il s'agit de promouvoir le premier tome du roman Les Communistes, paru le 5 mai précédent, mais mal reçu par la critique.
« Comment les travailleurs, les résistants, tous les bons français, ne reconnaîtraient-ils pas leur bien dans ce premier volume (...) l’œuvre de tout un peuple, dont Aragon n'est que l’inégalable porte-parole » réagit Auguste Lecoeur, dans un article de l'hebdo communiste France-Nouvelle du 18 juin 1949 racontant la soirée et titré "critique aux critiques" pour déplorer que « Beaucoup de ces critiques laissent dans l’ombre le fait que le roman "Les Communistes" doit être considéré comme un véritable événement littéraire ».
Dans la salle, une dizaine de lecteurs, ouvriers ou employés, ont été invités à commenter le livre, face à l'auteur Louis Aragon venu les écouter Leurs réactions sont parfois sans complaisance. L'article d'Auguste Lecoeur dans le même hebdo communiste le lendemain raconte aussi comment ces personnes invitées à donner leur opinion sur le livre le jugent parfois trop austère, heurtant « douloureusement et durablement Aragon ». Auguste Lecoeur commente en écrivant "il paraît qu’il est très difficile d’écrire un livre comme celui d’Aragon. Je ne le pense pas […] Est-il plus difficile pour un homme de plume, membre du Parti, d’écrire en fonction des tâches qui lui sont imparties, qu’au militant politique et syndical de résoudre les problèmes politiques de l’heure en fonction des tâches fixées par la même orientation politique ? ".
Cet article choque des proches de l'écrivain comme Pierre Daix, contributeur à la "Bataille du livre", car tous les autres commentateurs communistes expriment alors une admiration déférente au génie de l'écrivain. En filigrane, ils perçoivent une d'accusation de méconnaître la classe ouvrière à laquelle Aragon tente de répondre personnellement dans La Nouvelle Critique dès juillet 1949 en expliquant qu'il « essaie de la connaître mieux qu’un certain nombre d’écrivains ».

#### La soirée de lancement d'avril 1950
Une nouvelle séance d’ouverture de la "Bataille du livre" pour Paris a eu lieu l'année suivante, le 25 avril 1950, toujours dans la salle de la CGT rue de La Grange-aux-Belles. Entre temps, les Éditions sociales ont publié deux livres, en septembre 1949 Fils du peuple, une nouvelle version de l'autobiographie de Maurice Thorez, et en décembre 1949 celui de Roger Collewaert sur la grève des mineurs de mai-juin 1941, tentant d'accréditer dès les premières pages du premier chapitre. Les deux livres accréditent la thèse d'une grève menée à l'Appel du 10 juillet 1940, signé Thorez-Duclos, dont le contenu a été tronqué et modifié dans , tout comme le cinquantième anniversaire de Maurice Thorez, organisée en symbiose avec XIIe congrès du Parti communiste français, tenu du 2 au 6 avril 1950, anniversaire, fêté à la fosse 7 de la compagnie des mines de Dourges, dite du "Dahomey" pour accréditer l'idée que la grève aurait été initiée par Thorez. Ces rendez-vous sensibles et délicats passés, Louis Aragon peut se rebiffer contre le traitement injuste qu'il estime avoir reçu l'année précédente au même endroit, selon lui teinté d'ouvriérisme: "La pure et simple soumission à la critique de masse ne relèverait pas du tout d’une humilité bien naturelle, mais simplement de la méconnaissance du rôle du métier pour l’écrivain" et "… si dans la salle, on donne la parole à un spectateur, il ne suffit pas que ce soit un ouvrier pour qu’il ait raison", déclare l'écrivain. C'est aussi l'époque où Louis Aragon cesse de collaborer au journal d'Auguste Lecoeur, la Tribune des mineurs, après y avoir écrit une série de chroniques, en préparation de l'exposition du peintre André Fougeron, qui est prévue pour janvier 1951 à Paris, "Au Pays des Mines". Le débat continue cependant, car en février 1951, Auguste Lecoeur, accusé d'ouvriérisme, se défend dans les colonnes des Cahiers du communisme, pour répondre que ce "n’est ni par démagogie ni par ouvriérisme qu’Aragon est venu vous soumettre son œuvre dans cette même salle, c’est pour tenir compte de votre opinion".

### Déroulement
La bataille du livre est lancée à Paris en juin 1949 mais a commencé finalement en région le 9 mars 1950 à Marseille et a duré sept jours au cours desquels des écrivains sont allés devant les usines,, sur les marchés,, les places de village,, dans les facultés ou les salles de réunion, avec à chaque fois dans la préfecture du département une exposition, un meeting d'ouverture et un autre de clôture, afin de vendre des livres, dans le but de convaincre les ouvriers, les paysans de l'intérêt de les acheter. Après les Bouches-du-Rhône (19-25 mars), la bataille du livre s'est poursuivie la même année dans la Seine (24 avril- 10 mai), la Corse (6-14 mai), le Nord (18- 25 juin), le Pas-de-Calais (26 juin-2 juillet), les Alpes-Maritimes (13-20 août), le Gard (14-18 novembre), le Rhône (10-17 décembre) ; en 1951, le Loir-et-Cher (15-21 janvier), la Loire (11-18 mars), la Haute-Garonne (31 mars-7 avril), le Vaucluse (29 avril-5 mai), puis les Pyrénées-Orientales. En plus de signer les livres vendus, les écrivains lisent des pages de romans ou déclament des vers, en vue d'un dialogue avec leurs lecteurs. La deuxième année, en 1951, ils cherchent des volontaires pour créer des bibliothèques.

### Participants
Parmi les 63 « écrivains-combattants » qui ont animé ces manifestations, le journaliste et écrivain André Wurmser arrive en tête avec la participation à treize batailles du livre en tout. Lié à plusieurs journaux du Parti communiste français, notamment Ce soir et L'Humanité, il y est spécialisé comme éditorialiste de « billets » quotidiens, qui lui assureront plus tard la notoriété. En 1949, directeur des Lettres françaises, il avait été au cœur du procès Kravtchenko dans lequel il sera condamné pour diffamation, après avoir été en conflit dès novembre 1947 avec Kravchenko au sujet du best-seller de ce dernier "J’ai choisi la liberté", dans une démarche consistant à nier l’existence des camps en URSS .
Puis au début de 1950, il a publié un pamphlet contre son beau-frère, le prestigieux intellectuel Jean Cassou l’accusant d’être passé dans le camp de l’impérialisme américain et sera condamné pour diffamation  que Renaud de Jouvenel dans un procès intenté par des exilés d’Europe de l’Est. Au palmarès des écrivains participant le plus souvent aux batailles du livre, il fut suivi par Georges Soria (12), Pierre Daix (11), Pierre Abraham (9), Roger Garaudy, Jean Marcenac (8), Dominique Desanti, Pierre Gamarra, Fernand Grenier et Claude Morgan (7), Renaud de Jouvenel et Jean Kanapa (6).
Les écrivains plus célèbres comme Louis Aragon, Elsa Triolet, Paul Éluard et Tristan Tzara ne se déplacèrent chacun que trois fois. Mais Louis Aragon avait été associé dès juin 1949 à ce qui peut être considéré comme le véritable lancement de la « Bataille » lors d'une réunion avec ses lecteurs, organisée au siège de la CGT et très médiatisée.

### Livres promus
À l'automne 1949, "Fils du peuple", l’autobiographie de Maurice Thorez, secrétaire général du PCF depuis les années 1930, est réédité aux Éditions sociales, dans un premier temps à 120 000 exemplaires, chiffre considérable pour l'époque, suivie d'autres retirages puis d’une édition illustrée lancée en 1950, au tirage plus réduit.
L'autobiographie se voulant un manuel de base pour les militants, et promue comme telle, ces rééditions de 1949 et de 1954 sont accompagnées d’un "guide sur la bonne manière de lire Fils du peuple" et l’édition de 1949 est accompagnée d'une campagne de très grande envergure : déplacements, signatures, campagne de presse, intervention à la radio. Partout en France, des milliers de réunions, d’expositions, d’affiches, de discours, de chansons, de poèmes ou de peintures sont au centre de l’activité des militants afin d’affirmer la suprématie de Maurice Thorez sur sa formation.
La diffusion a atteint 450 000 exemplaires au printemps 1950, soit 300 000 de plus qu’en 1937-1938, alors qu'en 1954, la campagne pour une nouvelle réédition, imposée par la suppression des noms des dirigeants depuis écartés, sera beaucoup plus complexte[Quoi ?] discrète .
En janvier 1950, le Secrétariat du PCF, instance dirigeante du parti, a par ailleurs envisagé la mise à l’écart de Joseph Ducroux, directeur des Éditions sociales depuis la Libération, en raison de « l'évolution politique » de son épouse, Flora, médecin ophtalmologue d"origine juive, qui ira jusqu'à exprimer ouvertement ses doutes sur les fondements de l'affaire des blouses blanches de l'hiver 1952-1953.

### Fin
Ces batailles furent abandonnées en 1952 car la composition du public ne répond pas aux espoirs, avec une faible participation ouvrière, malgré la forte présence des instituteurs. De plus, "Les Communistes", le cinquième roman du cycle du Monde réel de Louis Aragon, paru en 1949-1951, est resté inachevé alors qu'il avait été l'une des oeuvres mises en avant en 1950.